# 卡利尼夫卡 (亞沃里夫區)
49°54′13″N 23°18′24″E / 49.90361°N 23.30667°E
卡利尼夫卡（烏克蘭語：Калинівка），是烏克蘭的村落，位於該國西部利沃夫州，由亞沃里夫區負責管轄，始建於1960年，面積0.75平方公里，海拔高度234米，2001年人口466，人口密度每平方公里618.86人。